# The Donnas
The Donnas – amerykański zespół rockowy, założony w Palo Alto w 1993 roku. Tworzą go Brett Anderson (śpiew), Allison Robertson (gitara), Maya Ford (gitara basowa) i Torry Castellano (perkusja). Grupa początkowo występowała pod nazwą Ragady Anne, aby przerodzić się w Electrocutes oraz The Donnas, ostatecznie pozostając pod tą ostatnią nazwą.
Początkowe utwory The Donnas inspirowane były ruchem riot grrrl i takimi zespołami jak Bikini Kill, Bratmobile czy L7. Z czasem ich muzyka skierowała się ku lżejszym brzmieniom rock’n’rolla z lekkim ukłonem ku muzyce punkrockowej.
Zespół zyskał popularność dzięki albumowi Spend the Night (2002), który dotarł na 12. miejsce amerykańskiej listy przebojów Billboard 200. Pochodzący z tej płyty singel „Take It Off” osiągnął 2 i 4 pozycję list przebojów Modern Rock Tracks i Mainstream Rock Tracks.

## Skład zespołu
- Brett Anderson (Donna A) – wokal
- Allison Robertson (Donna R) – gitara
- Maya Ford (Donna F) – gitara basowa
- Torry Castellano (Donna C) – perkusja

## Dyskografia

### Jako Ragady Anne
- Ragady Anne [7” EP] (1996) (Radio Trash Records)

### Jako Electrocutes
- Steal Yer Lunch Money (1998) (Sympathy for the Record Industry)

### Jako The Donnas

#### Albumy studyjne
- The Donnas (1997)
- American Teenage Rock ’n’ Roll Machine (1998)
- Get Skitnight (1999)
- Turn 21 (2001)
- Spend the Night (2002)
- Gold Medal (2004)
- Bitchin’ (2007)
- Greatest Hits Volume 16 (2009)

#### Single
- 1995: „High School Yum Yum” (Radio X)
- 1996: „Let’s Go Mano!” (Radio X)
- 1996: „Da Doo Ron Ron” (Super*teem!)
- 1998: „Rock ’n’ Roll Machine” (Lookout! Records)
- 1998: „Strutter"
- 1999: „Finally A Classy Record From ... The Donnas” (Kryptonite Records)
- 2001: „40 Boys in 40 Nights” (Lookout! Records)
- 2003: „Take it Off” (Atlantic)
- 2003: „Who Invited You” (Lookout! Records)
- 2003: „Too Bad About Your Girl"
- 2004: „Fall Behind Me” (Atlantic)
- 2004: „I Don’t Want to Know (If You Don't Want Me)” (Atlantic)
- 2007: „Don't Wait Up For Me"

#### Kompilacje
- 1998: In Their Eyes: 90's Teen Bands Vs. 80's Teen Movies - „School's Out"
- 1998: Gearhead & Lookout! Presents All Punk Rods! - „Speeding Back To My Baby"
- 1999: Detroit Rock City - „Strutter"
- 1999: Forward Til Death - „Get Rid of That Girl"
- 1999: Jawbreaker - „Rock ’N’ Roll Machine"
- 1999: Forward Till Death - „Get Rid Of That Girl”, „We Don't Go”,"Checkin' It Out"
- 1999: Drive Me Crazy - „Keep On Loving You"
- 2000: Lookout! Freakout: 2000 Sampler Compilation - „Hook It Up"
- 2000: Lookout! Freakout Episode 1 – „Hook It Up"
- 2000: Runnin' On Fumes - „Wig Wam Bam"
- 2000: Blockbuster: A Glitter Glam Rock Experience - „Wig-Wam Bam"
- 2001: Lookout! Freakout, Vol. 2 – „Do You Wanna Hit It"
- 2001: A Fistful Of Rock N Roll Vol. 7 – „I Didn't Like You Anyway"
- 2002: How We Rock - „40 Boys In 40 Nights"
- 2003: Smash Up Derby - „Wig-Wam Bam"
- 2003: Grind - „Too Bad About Your Girl"
- 2003: New Blood - The New Rock N Roll Vol 3 – „Do You Wanna Hit It"
- 2004: Second-hand Suit Jacket Racket - „Skin Tight"
- 2004: Mean Girls: Music from the Motion Picture - „Dancing With Myself"
- 2004: CG Vibes: Hear the Love, Spread the Love - „Who Invited You"
- 2004: New York Minute: The Official Soundtrack - „Please Don't Tease"
- 2004: Freaky Friday - „Backstage”
- 2005: Charmed: The Book of Shadows - „Drive My Car"
- 2005: This Bird Has Flown: A 40th Anniversary Tribute To The Beatles’ Rubber Soul - „Drive My Car"
- 2005: Herbie: Fully Loaded - „Roll On Down The Highway"
- 2005: Elektra: The Album Strata - „Everyone Is Wrong"
- 2005: Broken Dreams - „Fall Behind Me"
- 2005: Broken Dreams II - „Take It Off"
- 2005: Vice - „I Don’t Want To Know (If You Don't Want Me)”
- 2006: „What A Girl Wants” - „Who Invited You"
- 2006: N Soundtrack - „I Don’t Want To Know (If You Don't Want Me)”
- 2006: Mean Girls – Original Soundtrack - „Dancing With Myself"
- 2009: The Hangover – Original Soundtrack - „Take It Off"